# Francouzský arrondissement
Francouzský arrondissement [arondismán] je jednotka administrativního členění Francouzské republiky a odpovídá zhruba okresům v Česku. Je částí departementu a zahrnuje několik volebních kantonů. V čele arrondissementu stojí podprefekt a jeho území odpovídá podprefektuře.
Na rozdíl od regionů, departementů, kantonů a obcí nemá svoji volenou reprezentaci a není také právní osobou.
Arrondissementy byly zřízeny roku 1800 a v jistých obdobích fungovaly i jako volební okrsky pro celostátní volby. V roce 2007 měla Francie 342 arrondissementů, zpravidla tři až čtyři v každém departementu, roku 2016 jich existovalo již pouze 335. Departement Paříž má jen jeden, kdežto Moselle devět.